# Acid Orange 7
C.I. Acid Orange 7 ist ein Azofarbstoff aus der anwendungstechnischen Gruppe der Säurefarbstoffe, der als Textilfarbstoff und Indikator Verwendung findet.

## Herstellung
Acid Orange 7 wird durch Diazotierung von Sulfanilsäure und anschließender Azokupplung mit 2-Naphthol hergestellt.

## Verwendung
Acid Orange 7 wird als Farbstoff zum Färben von Wolle, Seide und Kosmetika verwendet. Das Scientific Committee on Consumer Safety (SCCS) der Europäischen Union kam 2014 zum Schluss, dass Acid Orange 7 in nichtoxidativen Haarfärbungen bis zu einer Konzentration von 0,5 % keine Gefahr für den Konsumenten darstellt. Für die Bewertung der Sicherheit von oxidativen Haarfärbungen und anderen Kosmetika reichten die vorhandenen Daten nicht aus. Es dient auch als Indikator, da es einen Farbumschlag von Bernsteinfarben nach Orange im pH-Wert-Bereich von 7,4 bis 8,6 und von Orange nach Rot im Bereich von pH 10,2 bis 11,8 zeigt.